# Lluís Gibert i Riera
Lluís Gibert Riera (Barcelona, 3 de març de 1903 – Barcelona, 24 de gener de 1979) fou un waterpolista català.
Germà del també waterpolista, dirigent i periodista esportiu català Francesc de Sales Gibert Riera, va ser membre del CN Barcelona. En el seu palmarès, destaquen dos Campionats d'Espanya i quatre de Catalunya (1921, 1922, 1924, 1925). Internacional amb la selecció espanyola de waterpolo, va competir als Jocs Olímpics d'Anvers de 1924, essent el debut de l'equip nacional en uns Jocs Olímpics i finalitzant en la setena posició. Quatre anys més tard, als Jocs Olímpics de París, fou vuitè en la classificació final.

## Palmarès
- 2 Campionat d'Espanya de waterpolo masculí: 1920, 1921
- 4 Campionat de Catalunya de waterpolo masculí: 1921, 1922, 1924, 1925